# Danh sách ca khúc nhạc pop quán quân năm 2009 (Brazil)
Dưới đây là danh sách những đĩa đơn nhạc pop đã giành vị trí quán quân trên bảng xếp hạng Billboard Brasil Hot Pop trong năm 2009. Xin lưu ý rằng bảng xếp hạng được tạp chí Billboard công bố hàng tháng. Vị trí quán quân đầu tiên trên bảng xếp hạng thuộc về ca khúc "Halo" của Beyoncé.

## Lịch sử bảng xếp hạng
| Ngày phát hành | Ca khúc                       | Nghệ sĩ      |
| -------------- | ----------------------------- | ------------ |
| Tháng 10       | "Halo"                        | Beyoncé      |
| Tháng 11       | "Halo"                        | Beyoncé      |
| Tháng 12       | "I Want to Know What Love Is" | Mariah Carey |